# Otto Tiefenbrunner
Otto August Tiefenbrunner (* 22. Juni 1902 in Kurtatsch; † 2. Juni 1972 in Wien) war ein gebürtiger Südtiroler, österreichischer Rechtsanwalt und Widerstandskämpfer.

## Leben
Tiefenbrunner studierte nach seinem Abschluss am Franziskanergymnasium Bozen Rechtswissenschaften an der Universität Innsbruck, wo er auch zum Dr. iur. promoviert wurde. Er war Mitglied der katholischen Studentenverbindung AV Austria Innsbruck im ÖCV. Tiefenbrunner verließ nach dem Studium Österreich, entschloss sich jedoch wieder, nach Österreich zurückzukehren und wurde eingebürgert. Nach dem Gerichtsjahr in Landeck 1929/30 war er von 1930 bis 1933 in einer Konzipientenpraxis in Innsbruck tätig. Von 1936 bis 1938 hatte er eine eigene Kanzlei in Bruck an der Mur. Am 15. November 1938 wurde er mit einem Berufsverbot belegt.
Ab Frühjahr 1942 engagierte sich Tiefenbrunner für die Antifaschistische Freiheitsbewegung Österreichs (AFOe). Er wurde am 8. März 1943 festgenommen und am 9. Juni 1944 wegen „Vorbereitung zum Hochverrat“ angeklagt. Im Prozess des Volksgerichtshof in Wien am 15. August 1944 wurde er mangels Beweisen freigesprochen und am 16. August der Gestapo in das Polizeigefangenenhaus überstellt.
Nach dem Ende des Zweiten Weltkrieges war er als bekannter Anwalt in Wien tätig. Er war von 1961 bis 1968 Obmann des „Klubs Wiener Rechtsanwälte“.